# I Just Called to Say I Love You
«I Just Called to Say I Love You» (en español: Llamé solo para decir que te amo) es una canción producida, compuesta e interpretada por Stevie Wonder en 1984. El sencillo tiene ritmos de midtempo y expresa lo simple que es llamar a alguien para confesarle el amor por tal persona e incluso para rememorar tal día. La pieza es una de las canciones más sentimentales del repertorio de Wonder. Debido a que los instrumentos electrónicos que utilizaba en esta canción distaban de los habituales de los años 70, la canción fue vapuleada por la crítica; sin embargo, fue un gran éxito de ventas.
La canción sonó por primera vez en la película La mujer de rojo junto con otros dos sencillos del artista y lideró la Billboard Hot 100 durante tres semanas en 1984. También en el Reino Unido alcanzó el número uno durante seis semanas. Alcanzó el puesto diez de las listas de R&B y fue cuatro veces número uno en la lista de música contemporánea. Aparte de las listas, el sencillo fue galardonado con un Globo de Oro y un Premio Oscar a la mejor canción original.
Existía una disputa entre Wonder y su antiguo compañero y compositor Lee Garrett, el cual alegaba haber escrito la canción antes de 1984 y reclamaba derechos de autor, pero un jurado desestimó tales afirmaciones y dictó a favor de Stevie Wonder

## Posicionamiento
| Lista (1984)                               | Mejor posición |
| ------------------------------------------ | -------------- |
| Alemania                                   | 1              |
| Australia ARIA                             | 1              |
| Austria                                    | 1              |
| Dinamarca                                  | 6              |
| España                                     | 1              |
| Francia                                    | 1              |
| Holanda                                    | 1              |
| Irlanda                                    | 1              |
| Italia                                     | 1              |
| Noruega                                    | 1              |
| Nueva Zelanda                              | 1              |
| Suecia                                     | 1              |
| Suiza                                      | 1              |
| Reino Unido                                | 1              |
| US Billboard Hot 100                       | 1              |
| US Billboard Hot Adult Contemporary Tracks | 1              |
| US Billboard Hot Black Singles             | 1              |